# Liste der Juroren des Felix Mendelssohn Bartholdy Hochschulwettbewerbs

Logo des FMBHW

Die Liste der Jury des Felix Mendelssohn Bartholdy Hochschulwettbewerbs umfasst die Zusammensetzungen der Jurygremien aus den Wettbewerben des Felix Mendelssohn Bartholdy Hochschulwettbewerbs seit dem Jahre 2013.
Die Jury setzt sich aus fünf Mitgliedern, die renommierte Vertreter des Wettbewerbsfach sind, zusammen. Sie werden durch den Künstlerischen Leiter ausgewählt. Davon müssen mindestens zwei eine Professur an einer Hochschule der Rektorenkonferenz der Deutschen Musikhochschulen (RKM) haben. Der Juryvorsitzende und der Künstlerische Leiter legen gemeinsam das Repertoire für das jeweilige Wettbewerbsfach fest.

## Jurymitglieder seit 2013
| Jahr | Fach                | Juryvorsitz                               | Weitere Jurymitglieder |
| ---- | ------------------- | ----------------------------------------- | --- |
| 2013 | Violoncello         | Claus Kanngiesser (HMT Köln)              | Harald Eggebrecht, Valentin Erben, Xenia Jankovic, Michael M. Kasper, Orfeo Mandozzi (HfM Würzburg), Wen-Sinn Yang (HMTM München)                                                                      |
| 2013 | Schlagzeug          | Peter Sadlo (HMTM München)                | Johannes Fischer (Musikhochschule Lübeck), Jens Hilse (UdK Berlin), Marta Klimasara (HMDK Stuttgart), Markus Leoson (HfM Weimar), Cornelia Monske (HMT Hamburg), Rainer Römer (HMDK Frankfurt am Main) |
| 2013 | Bläserkammermusik   | Burkhard Glaetzner (UdK Berlin)           | Roland Diry, Ingo Goritzki, Konradin Groth (UdK Berlin), Hans-Dietrich Klaus, Wolfgang Meyer (HfM Karlsruhe), Wolfgang Schreiber                                                                       |
| 2013 | Komposition         | Dieter Rexroth                            | Gerhard R. Koch, Tobias Schneid, Fredrik Schwenk (HfMT Hamburg), Charlotte Seither, Manfred Trojahn (RSH Düsseldorf), Bernhard Wambach (Folkwang UdK)                                                  |
| 2014 | Gesang              | Helen Donath                              | Renate Behle, Klaus Donath, Elmar Fulda (HfM Weimar), Natalie Kreft, Markus Schäfer (HMTM Hannover), Janet Williams                                                                                    |
| 2014 | Kontrabass          | Peter Riegelbauer                         | Frederik Hanssen, Dorin Marc (HfM Nürnberg), Matthew Mcdonald, Christoph Schmidt (HMDK Frankfurt am Main), Nabil Shehata (HMTM München), Matthias Weber (HMDK Stuttgart)                               |
| 2014 | Ensemble Neue Musik | Konstantia Gourzi (HMTM München)          | Orm Finnendahl (HMDK Frankfurt am Main), William Forman (HfM Berlin), Heime Müller (Musikhochschule Lübeck), Thomas Oesterdiekhoff, Irene Schwalb, Majella Stockhausen                                 |
| 2014 | Komposition         | Jan Müller-Wieland (HMTM München)         | Regina Back, Axel Bauni (UdK Berlin), Hans-Klaus Jungheinrich, Aribert Reimann, Rebecca Saunders (HMTM Hannover), Johannes Schöllhorn (HMT Köln)                                                       |
| 2015 | Viola               | Barbara Westphal (Musikhochschule Lübeck) | Stefan Fehlandt (HMDK Stuttgart), Volker Jacobsen (HMTM Hannover), Jan Larsen, Diemut Poppen (HfM Detmold), Thomas Riebl, Catherine Rückwardt                                                          |
| 2015 | Trompete            | Reinhold Friedrich (HfM Karlsruhe)        | Rainer Auerbach (HMT Rostock), Wolfgang Guggenberger (HfM Trossingen), Hans Hachmann, Matthias Höfs (HMT Hamburg), Lutz Köhler, Hannes Läubin (HMT München)                                            |
| 2015 | Klarinette          | Reiner Wehle (Musikhochschule Lübeck)     | Eduard Brunner, Johannes Martin Gmeinder (HfM Saar), Joachim Klemm (HfM Dresden), Wolfgang Mäder (HMT Leipzig), Rainer Müller-van Recum (HMDK Mannheim), Julia Nees                                    |
| 2015 | Vokalensemble       | Matthias Beckert (HfM Würzburg)           | Andreas Bomba, Simon Carrington, Volker Hempfling, Anne Kohler (HfM Detmold), Wolfgang Schäfer, Reiner Schuhenn (HMT Köln)                                                                             |
| 2016 | Klavier             | Bernd Glemser (HfM Würzburg)              | Ewa Kupiec (HMTM Hannover), Maryam Maleki, Rudolf Meister (HMDK Mannheim), Wolfram Schmitt-Leonardy, Antti Siirala (HMTM München), Birgitta Wollenweber (HfM Berlin)                                   |
| 2016 | Posaune             | Olaf Krumpfer (HfM Dresden)               | Ulrich Flad (HMT Köln), Simon Harrer (HfM Dresden), Andreas Kraft (HfM Würzburg), Edgar Manyak, Carsten Svanberg, Jiggs Whigham                                                                        |
| 2016 | Streichquartett     | Heime Müller (Musikhochschule Lübeck)     | Hubert Buchberger (HMDK Frankfurt am Main), Harald Eggebrecht, Günter Pichler, Christoph Richter (Folkwang UdK), Johanna Staemmler, Tabea Zimmermann (HfM Berlin)                                      |
| 2017 | Violine             | Carolin Widmann (HMT Leipzig)             | Nora Chastain (UdK Berlin), Sophia Jaffé (HMDK Frankfurt am Main), Sonia Simmenauer, Rainer Wolters |
| 2017 | Klaviertrio         | Niklas Schmidt (HMT Hamburg)              | Ralf Gothóni, Esther Hoppe, Dirk Mommertz (HMTM München), Andreas Schulz |
| 2018 | Klavier             | Lilya Zilberstein                         | Saleem Abboud Ashkar, Markus Groh (UdK Berlin), Ewa Kupiec (HMTM Hannover), Ulf Werner |
| 2018 | Komposition         | Christian Jost                            | Sidney Corbett (HMDK Mannheim), Elmar Lampson (HMT Hamburg), José María Sánchez-Verdú, Nikos Tsouchlos                                                                                                 |
| 2019 | Violoncello         | Gustav Rivinius (HfM Saar)                | Peter Bruns (HMT Leipzig), Felix Nickel, Ulrike Schäfer, Ulf Werner |
| 2019 | Orgel               | Iveta Apkalna                             | Winfried Bönig (HMT Köln), Jürgen Essl (HMDK Stuttgart), Zuzana Ferjenčíková, Martin Schwarz |
| 2020 | Gesang              | Christine Schäfer (HfM Berlin)            | Andreas Bomba, Charlotte Hellekant, Andreas Schmidt (HMTM München), Ulf Werner |
| 2020 | Streichquartett     | Oliver Wille (HMTM Hannover)              | Lena Eckels (Musikhochschule Lübeck), Eberhard Feltz (HfM Berlin), Bernhard Schmidt (HfM Nürnberg), Irene Schwalb                                                                                      |
| 2021 | Violine             | Tanja Becker-Bender                       | Christiane Edinger, Natalia Prishepenko (HfM Dresden), Kai Vogler, Ulf Werner |
| 2021 | Klaviertrio         | Paul Rivinius                             | Lena Neudauer (HMTM München), Wolfgang Emanuel Schmidt (HfM Weimar), Thomas Selditz, Elmar Weingarten                                                                                                  |
| 2022 | Klavier             | Evgeni Koroliov                           | Konstanze Eickhorst (Musikhochschule Lübeck), Eldar Nebolsin (HfM Berlin), Antti Siirala (HMTM München), Ulf Werner                                                                                    |
| 2022 | Komposition         | Detlev Glanert                            | Cord Meijering, Jan Müller-Wieland (HMTM München), Karola Obermüller, Fredrik Schwenk (HfMT Hamburg)                                                                                                   |
| 2023 | Violoncello         | Tanja Tetzlaff                            | Quirine Viersen, Troels Svane (Musikhochschule Lübeck / HfM Berlin), Natalie Clein (HMT Rostock), Ulf Werner                                                                                           |
| 2023 | Orgel               | Sebastian Küchler-Blessing                | László Fassang, Bine Bryndorf, Martin Schmeding (HMT Leipzig), Martin Sander (HMTM München, HfM Detmold)                                                                                               |
| 2024 | Gesang              | Maria Bengtsson                           | Hanno Müller-Brachmann (HfM Karlsruhe), Gerhild Romberger (HfM Detmold), Dorothea Röschmann, Ulf Werner                                                                                                |
| 2024 | Streichquartett     | Florian Donderer                          | Heime Müller (Musikhochschule Lübeck), Sonia Simmenauer, Nils Mönkemeyer, Bjorg Lewis |